# Curt von Bardeleben
Curt von Bardeleben (Berlino, 4 marzo 1861 – Berlino, 31 gennaio 1924) è stato uno scacchista e giornalista tedesco, membro dell'aristocrazia prussiana.
Fu uno dei più forti giocatori tedeschi del periodo a cavallo del 1900, ed è noto per aver perso una famosa partita contro Wilhelm Steinitz nel torneo di Hastings 1895, che valse a Steinitz il premio di bellezza.
Principali risultati:
- 1883:  1º nel torneo della Società Scacchistica Berlinese;
- 1883:  1º nel torneo Vizayanagram di Londra, davanti a Isidor Gunsberg e George MacDonnell;
- 1888:  =1º con Fritz Riemann a Lipsia;  3º a Bradford, davanti ad Amos Burn e altri 12 maestri;
- 1893:  =1º con Carl Walbrodt a Kiel;
- 1895:  7º su 22 concorrenti nel torneo di Hastings (vinse nove partite, tra cui quella con Emanuel Lasker);[2]
- 1897:  1º a Berlino;
- 1904:  1º-3º a Coburgo con Carl Schlechter e Rudolf Swideriski.

Pubblicò molti libri, tra cui una storia degli scacchi, monografie sulle aperture (tra cui la spagnola e il gambetto di donna), il Taschen-Lexicon der Eröffnungen (manuale tascabile delle aperture), che ebbe due edizioni. La sua opera più importante è però il Lehrbuch des Schachspiels, compilata con Jacques Mieses e pubblicata a Lipsia nel 1894.
Morì suicida nel 1924.